# Аладжа манастир
Аладжа манастир е средновековен скален манастир в България.
Манастирските пещери са изсечени в 25-метрова отвесна карстова скала в близост до горния край на Франгенското плато на няколко нива. Комплексът включва две малки близки катакомби.

## Местоположение
Намира се на около 17 km от град Варна и на 3 km от курорта „Златни пясъци“.

## Наименование
Старото християнско име на манастира е неизвестно. Според предание, записано от Карел Шкорпил, патронът на манастира е „Свети Спас“ – от „Христос Спасител“.
От 1960 г. българските християни го наричат „Света Троица“.
Името „аладжа“ (от турски: alaca) е от персийски или арабски произход и означава „пъстър, шарен“.
Откритият през 1997 г. вид Nelima aladjensis от клас Паякообразни (Arachnida), разред Сенокосци (Opiliones), семейство Phalangiidae е наречен на името на манастира.

## История
В близост до средновековния манастир са открити останки от трикорабна църква от V-VI век.
Манастирът е създаден XII – XIII век, но е изоставен в края на XV и началото на XVI век.
За пръв път името на манастира е споменато в книгата „Писма от България“ (1832 г.) на руския писател Виктор Тепляков.
Първите системни проучвания са проведени в края на XIX век от братята Херман и Карел Шкорпил.
През 1912 г. е обявен за „народна старина“, а през 1957 г. – за „паметник на културата от национално значение“. На спора между общината и държавата относно имотите на Аладжа манастир е сложен край през 1924 г.
От 1966 г. до 1989 година е в списъка на 100-те национални туристически обекти.